# شواننبک
شهر شواننبک (به آلمانی: Schwanebeck) در ایالت زاکسن-آنهالت در کشور آلمان واقع شده‌است.